# Delta guerinii
Delta guerinii är en stekelart som först beskrevs av Henri Saussure 1852.  Delta guerinii ingår i släktet Delta och familjen Eumenidae. Inga underarter finns listade i Catalogue of Life.